# Delaugère et Clayette

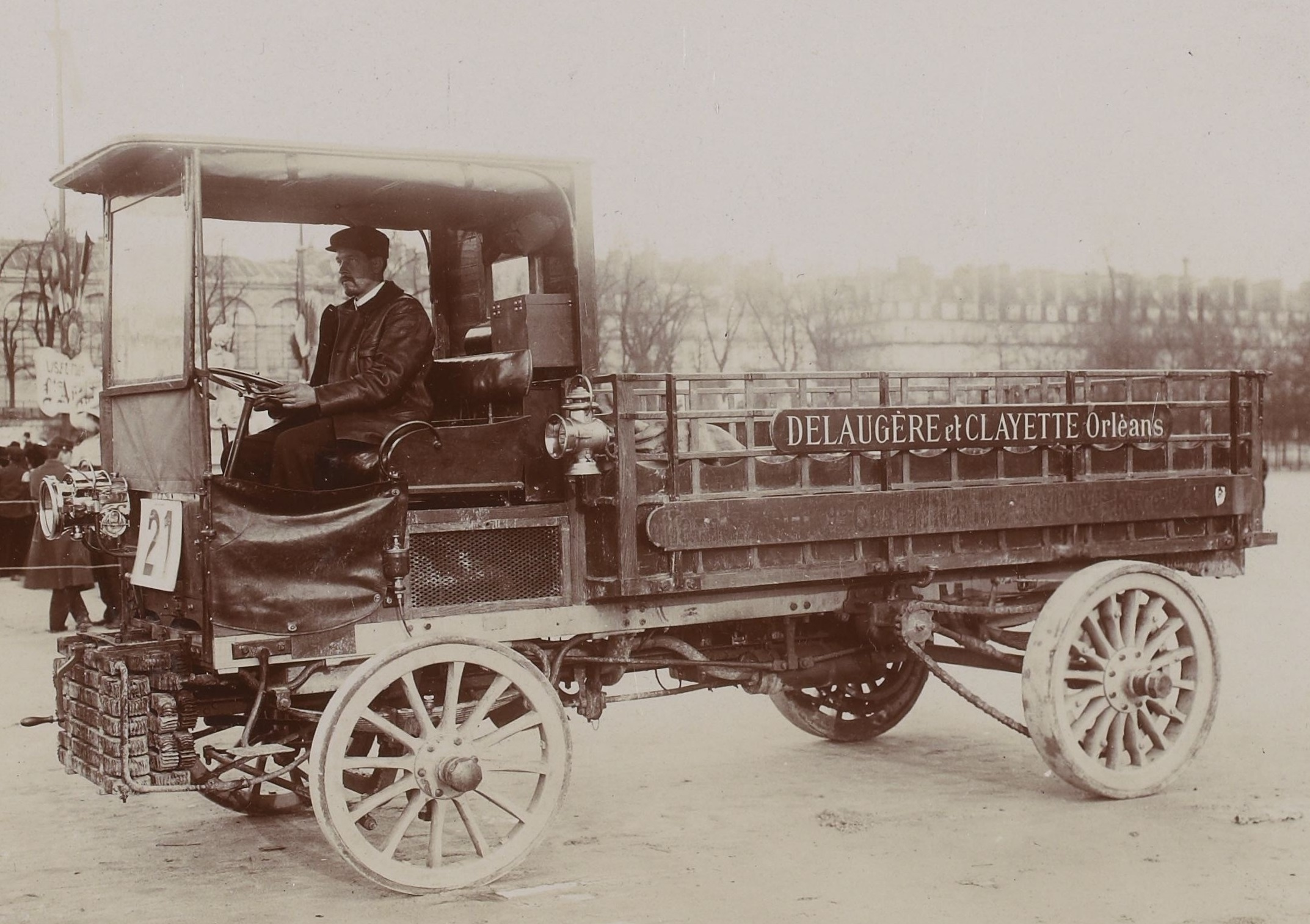
Camion Delaugère & Clayette 1906.

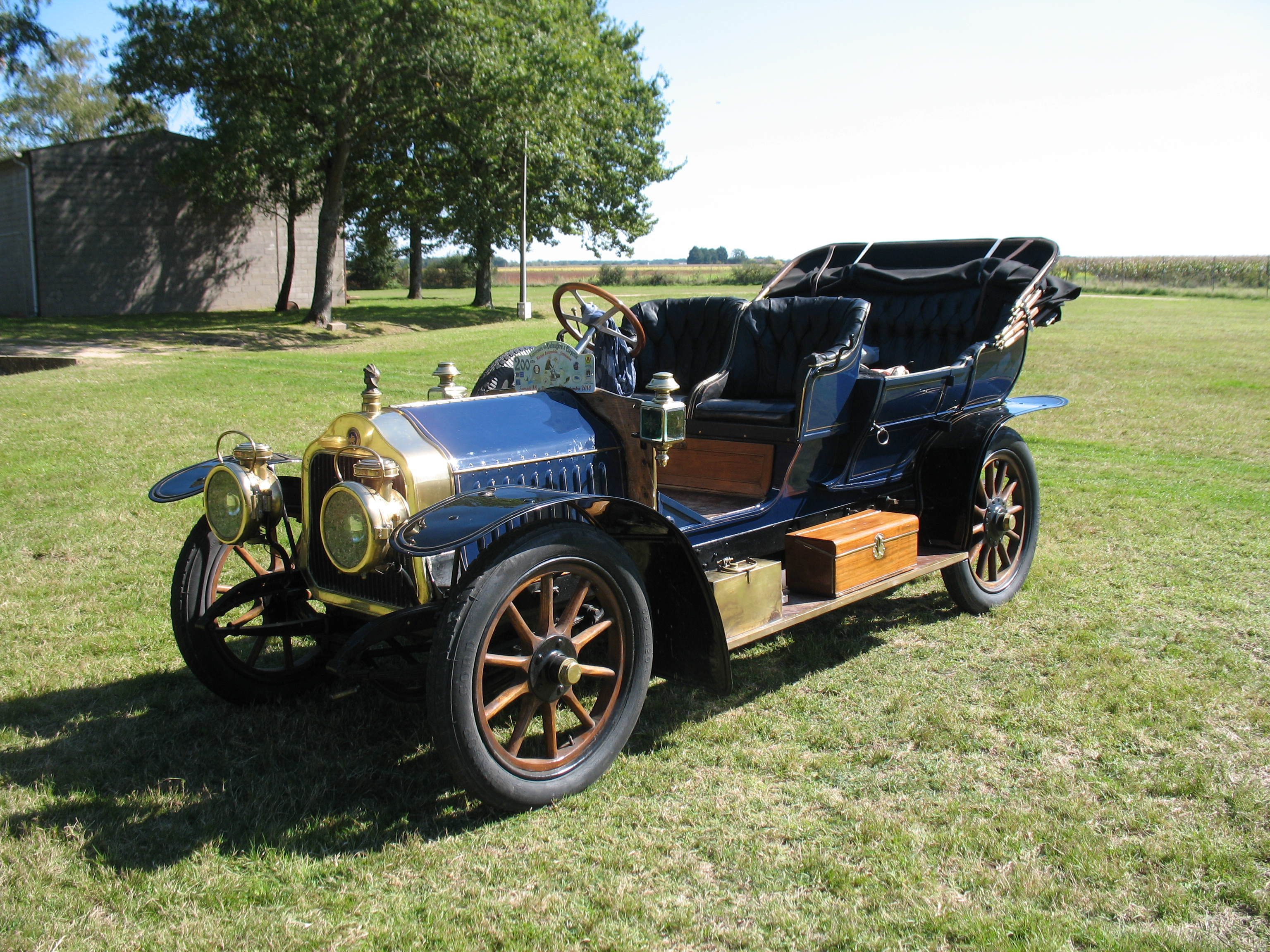
Double phaéton, 1908.

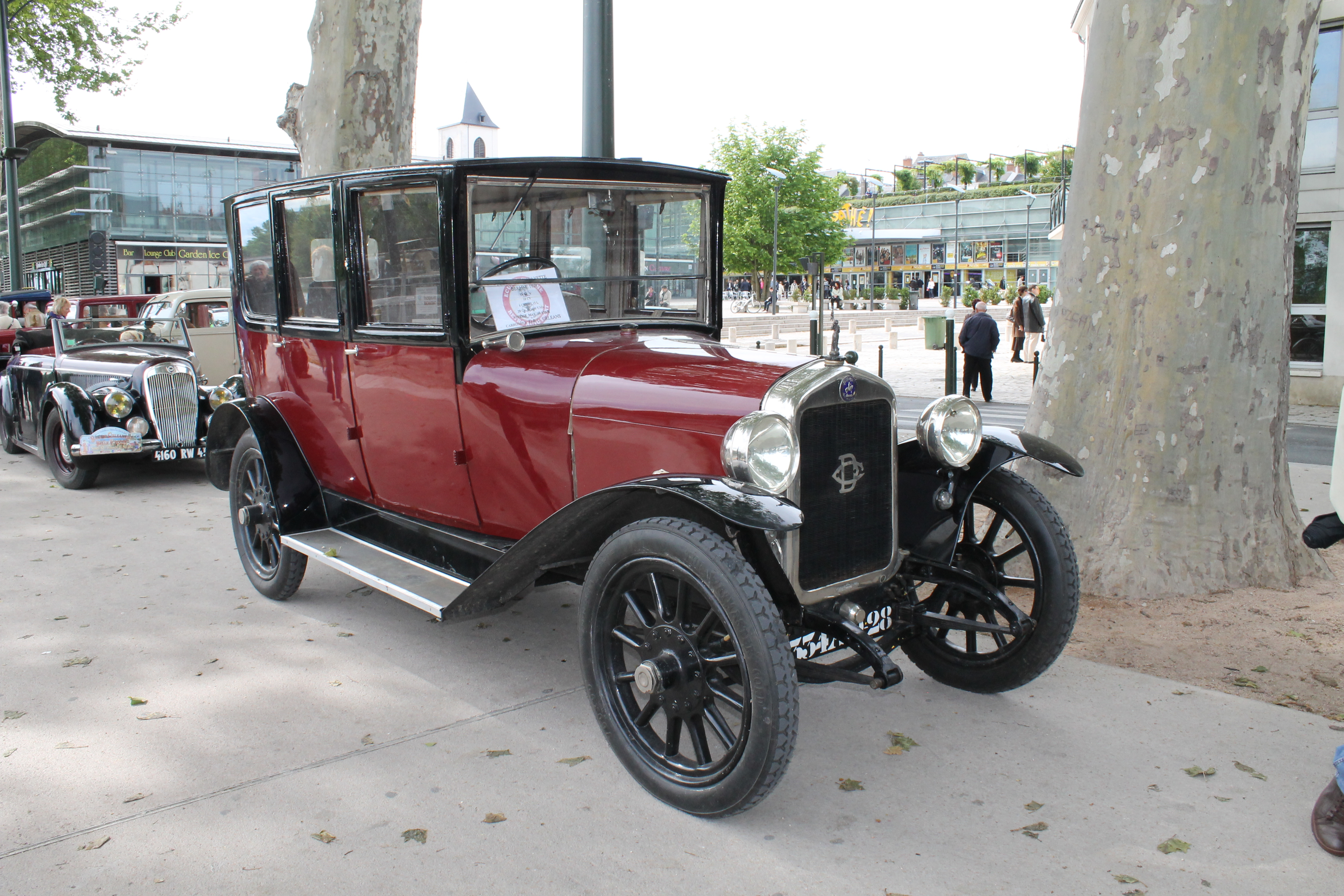
Torpédo luxe, 1923.

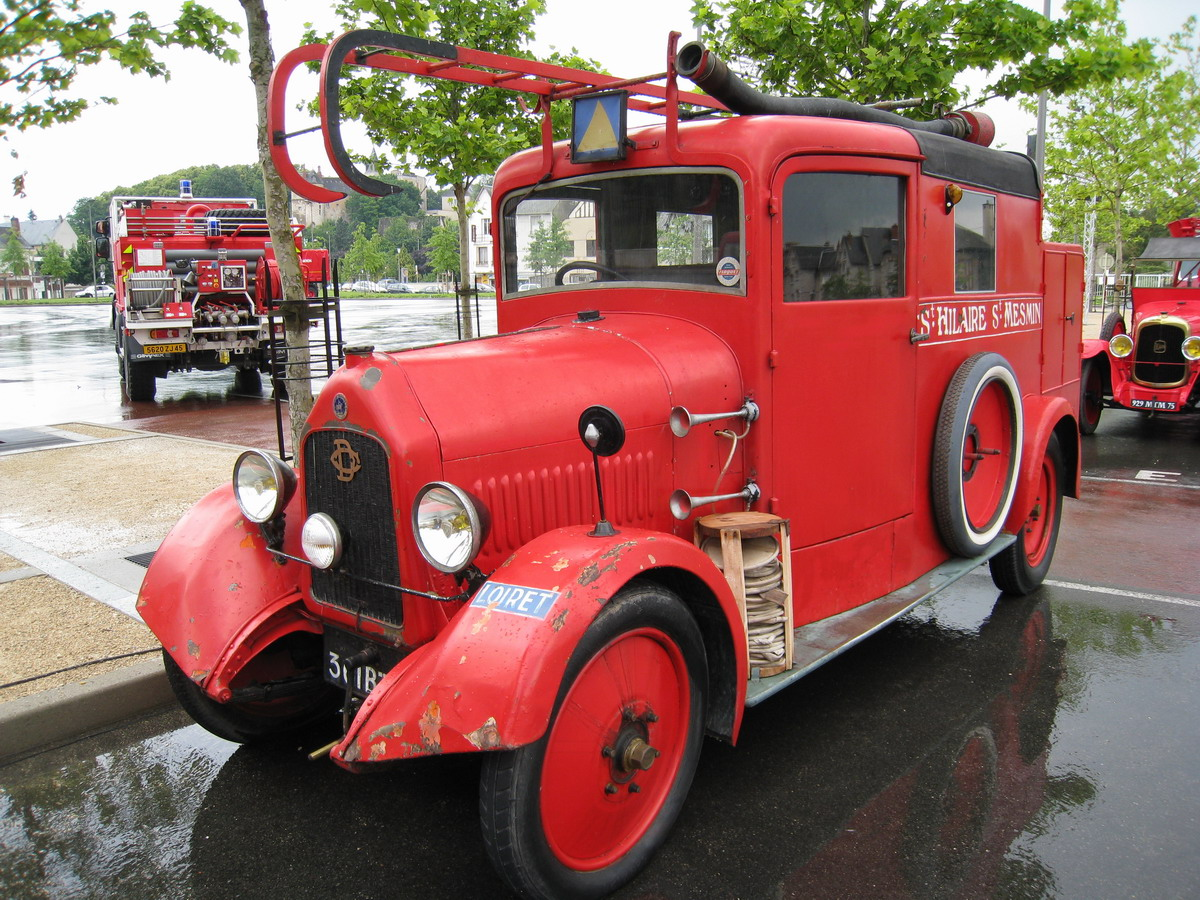
Camion de pompiers Delaugère et Clayette.

Delaugère et Clayette est une ancienne marque française d'hippomobile et d'automobile, basée à Orléans dans le département du Loiret, rue d’Illiers.

## Présentation
Delaugère est une marque de carrosserie hippomobile puis automobile, créée en 1864 à Orléans (Loiret) par Jean-Pierre Delaugère et reprise à sa mort en 1868 par Émile et Henri, ses deux fils. 
En 1898, la marque sort sa première voiturette (véhicule à trois roues propulsé par un moteur Romain de alésage de 82 mm, course de 80 mm, 422 cm3, 2 ch à 1300 tr/min ). En 1906, la marque s'associe avec les frères Clayette (de Meung-sur-Loire) et devient « Delaugère et Clayette », pour faire les premiers moteurs. La marque devient très vite réputée pour ses voitures parmi les plus luxueuses et les plus chères d'Europe (qui pouvaient atteindre facilement les 500 000 km). Son capital est alors supérieur à celui de Renault et des frères Peugeot. Deux voitures par jour sont produites par 350 ouvriers.

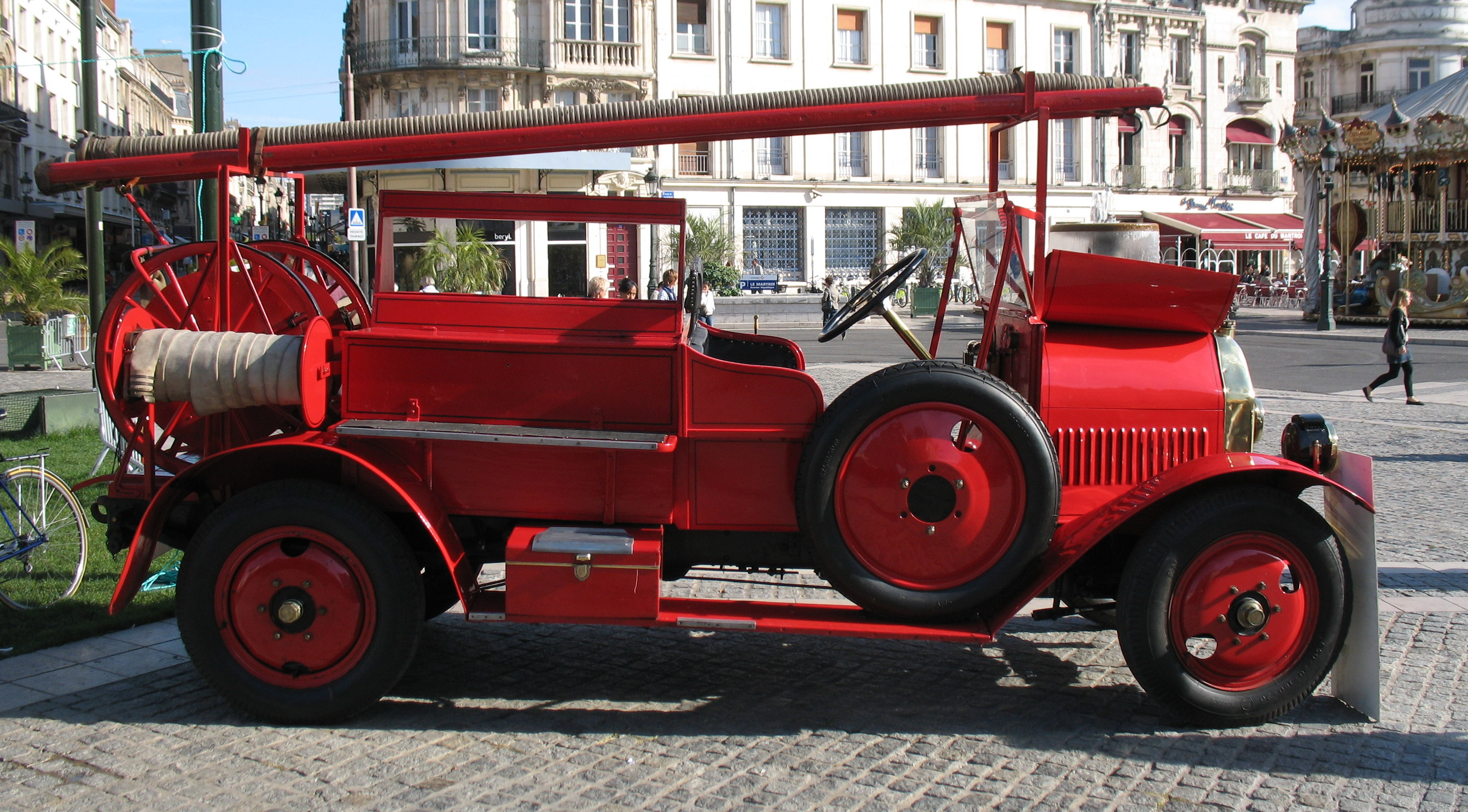
Camion de pompiers Delaugère et Clayette, 1924.

En 1934, à la mort de Félix Delaugère, le fils d'Henri, l'entreprise est reprise par le constructeur automobile français Panhard.
Le logotype de la marque représente Jeanne d'Arc équestre.